# Pavel Čekan
Pavel Čekan (* 20. července 1961 Ostrov) je český politik, v letech 2012 až 2024 zastupitel Karlovarského kraje, v letech 2010 až 2017 starosta města Ostrov na Karlovarsku. V letech 2010 až 2017 byl členem ČSSD, později členem hnutí HNHRM, v roce 2024 kandidoval jako nestraník za hnutí SRDCEM PRO ...  Po komunálních volbách v roce 2022 byl zvolen 1. místostarostou. V dubnu 2024 byl z funkce odvolán a témže roce dne 16. října byl po sedmi letech opět zvolen starostou města Ostrov.

## Život
Původně vyučen stavebním zámečníkem (ZMA Ostrov), poté 28 let sloužil u Policie ČR, od roku 2008 byl velitelem Městské policie Ostrov.
Pavel Čekan žije v Ostrově na Karlovarsku. Byl dvakrát ženatý. Je otcem čtyř dětí.

## Politické působení
Do komunální politiky vstoupil, když byl v komunálních volbách v roce 2010 zvolen za ČSSD zastupitelem města Ostrov na Karlovarsku. Na začátku listopadu 2010 se pak stal starostou města. Ve volbách v roce 2014 obhájil post zastupitele města z pozice lídra kandidátky ČSSD. V listopadu 2014 byl opět zvolen starostou, ale v dubnu 2017 byl z této pozice odvolán, a to kvůli kauze podezřelého nákupu hotelu Myslivna.
V krajských volbách v roce 2012 byl zvolen za ČSSD zastupitelem Karlovarského kraje. Na kandidátce původně figuroval na 25. místě, ale díky preferenčním hlasům skončil druhý. Ve volbách v roce 2016 mandát obhájil.
Ve volbách do Senátu PČR v roce 2016 kandidoval za ČSSD v obvodu č. 1 – Karlovy Vary. Se ziskem 14,85 % hlasů skončil na 3. místě a do druhého kola nepostoupil.
K 30. září 2017 ukončil členství v ČSSD pro neshody s vyšším politickým orgánem OVV ČSSD Karlovy Vary, jenž nerespektoval rozhodnutí MO ČSSD Ostrov o vyloučení třech členů strany, kteří se podíleli na odvolání vedení na radnici v Ostrově, kde působil jako starosta. Spolu s Pavlem Čekanem odešli i další členové místní organizace.
V komunálních volbách v roce 2018 vedl z pozice nestraníka ostrovskou kandidátku hnutí HNHRM, která zvítězila se ziskem 19,87 % a získala tak pět mandátů ve 21členném zastupitelstvu. Ovšem nepodařilo se mu jako vítězi sestavit většinovou vládnoucí koalici a musel tedy jít do opozice, když v Ostrově vznikla koalice hnutí ANO, ODS, místní sdružení Ostrováci.cz s tolerancí ČSSD a starostou byl na ustanovujícím zastupitelstvu opět zvolen Jan Bureš z ODS.
V krajských volbách v roce 2020 obhájil již jako člen hnutí HNHRM post zastupitele Karlovarského kraje. V prosinci 2020 se navíc stal v rámci nově vyjednané krajské koalice uvolněným zastupitelem a předsedou výboru pro regionální rozvoj, gesčně spolupracuje s radním pro regionální rozvoj. V krajských volbách v roce 2024 obhajoval mandát zastupitele kraje jako nestraník za hnutí SRDCEM PRO ..., ale neuspěl.
V komunálních volbách v roce 2022 vedl ostrovskou kandidátku hnutí Místní HNHRM, která jen těsně skončila na třetím místě se ziskem 15,46 % hlasů a získala čtyři mandáty v jednadvacetičlenném zastupitelstvu. Spolu s vítězným hnutí ANO 2011 (5 mandátů), Ostrov, můj domov (3 mandáty) a Unií pro sport a zdraví (USZ) s jedním mandátem sestavili vládnoucí koalici o 13 mandátech. Pavel Čekan byl na ustavujícím zastupitelstvu 24. října 2022 zvolen 1. místostarostou, přičemž starostou byl zvolen David Hanakovič z hnutí ANO 2011. V dubnu 2024 došlo ke změně ve vedení města. Pavel Čekan byl odvolán z funkce místostarosty a stal se řadovým zastupitelem. Dne 16. října 2024 došlo v Ostrově k další změně ve vedení města a starostou byl po sedmi letech zvolen Pavel Čekan.